# Daniel Starkey
Daniel Allen Starkey (Round Lake, 22 luglio 1993) è un ex pallavolista statunitense, nel ruolo di schiacciatore.

## Carriera

### Club
La carriera di Daniel Starkey inizia nei tornei scolastici dell'Illinois, giocando con la Grant Community HS. Dopo il diploma gioca per due anni col Long Beach City, prima di approdare alla CSU Northridge, giocando in NCAA Division I dal 2015 al 2016. 
Nella stagione 2016-17 firma il suo primo contratto professionistico in Inghilterra, partecipando alla Super 8s col Team Northumbria, vincendo lo scudetto nella stagione seguente. Dopo aver disputato la NVA 2018 e 2019 con l'Icemen, nel campionato 2019-20 approda in Danimarca con il Hvidovre, nella VolleyLigaen, dove conclude la sua carriera.

## Palmarès

### Club
- Campionato inglese: 1

2017-18